# Yu Yangyi
Yu Yangyi (余泱漪; Huangshi, 8 giugno 1994) è uno scacchista cinese.
In ottobre del 2009 è diventato, a 15 anni e 23 giorni, il 29º grande maestro cinese. Ha vinto tre medaglie d'oro alle Olimpiadi degli scacchi (due di squadra e una individuale) ed è stato tre volte campione cinese. Dal settembre 2014 è stabile nei primi cinquanta giocatori al mondo.

## Carriera
- 2004 :  vince il Campionato del mondo U10 di Heraklio in Grecia;
- 2007 :  secondo nell'Open Aeroflot di Mosca, Gruppo C, con 7,5 /9;
- 2009 :  terzo nel campionato asiatico di Subic nelle Filippine;
- 2009 :  nella Coppa del Mondo 2009 batte nel 1º turno Sergei Movsesian e nel 2º Mateusz Bartel, ma nel 3º viene battuto da Maxime Vachier-Lagrave;[2]
- 2011 :  in gennaio vince il torneo "HD Bank Cup Open" di Ho Chi Minh City;
- 2013 :  in settembre a Kocaeli in Turchia vince il Campionato del mondo juniores di scacchi (under 20) ;
- 2014:  in agosto vince con la Cina a Tromsø le Olimpiadi e la medaglia d'oro individuale in terza scacchiera.[3]
- 2014 :  in dicembre vince a Doha il Qatar Masters Open (considerato il più forte open del 2014) con 7,5 /9, davanti ad Anish Giri, Vladimir Kramnik e ca. altri 80 GM, con una performance di 2905 punti Elo.[4]
- 2015:  in aprile a Tsaghkadzor vince con la Cina il suo primo Campionato del mondo a squadre di scacchi in seconda scacchiera.[5]
- 2015 :  in giugno vince con un turno di anticipo il 50º Capablanca Memorial di L'Avana, guadagnando 21 punti Elo.[6]
- 2015 :  in dicembre a Doha si classifica 2º nel Qatar Masters Open con 7 punti su 9, superato agli spareggi rapidi solo dal norvegese Magnus Carlsen .[7]
- 2016 :  in dicembre a Danzhou vince con 8 punti il 1º Hainan Open .[8]
- 2017 :   in giugno vince con la squadra del Beijing il Campionato Cinese a squadre giocando in prima scacchiera e con la Cina il suo secondo Campionato del Mondo a squadre giocando in seconda scacchiera.[9]
- 2018 :   in giugno vince ancora con la squadra del Beijing il Campionato Cinese a squadre giocando in prima scacchiera .[10]
- 2018:   tra luglio e agosto vince il 9º Torneo di Danzhou-Hainan con il punteggio di 4,5 su 7.[11] In ottobre vince con la Cina le Olimpiadi.[12]
- 2019:    in giugno a Stavanger, giunge terzo nel supertorneo Altibox Norway Chess con 8,5 punti, miglior spareggio tecnico su Wesley So e Fabiano Caruana.[13] In luglio a Danzhou giunge 2º (a mezzo punto dal vincitore Richárd Rapport e per migliore spareggio tecnico su Wei Yi) con 4 su 7 nella 10ª edizione dell'omonimo Danzhou Super Chess Grandmaster Tournament.[14]
- 2020: in dicembre vince il campionato cinese assoluto[15] di Xinghua per spareggio tecnico[16], dopo aver ottenuto 8 punti su 11 turni a pari merito con Wei Yi e Lu Shanglei. Fu il suo secondo titolo nazionale assoluto.
- 2021: in maggio vince il campionato cinese per spareggio tecnico, prevalendo su Wei Yi e Li Di, che avevano totalizzato 7 punti su 11 turni[17] e il torneo veloce Shenzhen Masters . [18]
- 2023: in dicembre si classifica sul gradino più basso del podio ai mondiali rapidi di Samarcanda con il punteggio di 9 su 13 .

## Statistiche
Ottiene il proprio record nel rating FIDE nel settembre 2018 con 2765 punti Elo (2º posto in Cina, 13º al mondo).